# Distrito de Augsburgo
El distrito de Augsburgo (en alemán: Augsburg) es uno de los 71 distritos en que está dividido administrativamente el estado alemán de Baviera. Es colindante (en el sentido de las agujas del reloj, empezando desde el Este) con la ciudad de Augsburgo y los distritos de Aichach-Friedberg, Landsberg, Algovia Oriental, Baja Algovia, Gunzburgo, Dilinga y Danubio-Ries. La ciudad de Augsburg está rodeada por el distrito, pero no pertenece a él. Pese a ello, es la capital administrativa del mismo.

## Historia
En tiempos del Imperio romano, la Vía Claudia Augusta conectaba lo que en la actualidad es la ciudad de Augsburgo con Italia. En el año 233, los alamanes atravesaron los Limes y la soberanía romana en Suabia terminó. Durante el Sacro Imperio Romano Germánico Augsburg fue un obispado-principado. Tanto la ciudad de Augsburg como las regiones colindantes pasaron a ser subordinadas de Baviera tras las Guerras Napoleónicas.
Con el doble de antigüedad que Núremberg o Múnich, Augsburg fue fundada en el año 15 a. C. por los comandantes romanos Druso y Tiberio. Bajo las órdenes de su padrastro, el emperador Augusto, esclavizaron a los celtas y a los habitantes de los Alpes y fundaron el campamento militar de Augusta Vindelicum en el emplazamiento que hoy ocupa la ciudad de Augsburgo. El campamento pronto sería la capital de la provincia romana de Recia (Rætia).
En el siglo XIII, Augsburgo se convirtió en Ciudad Imperial Libre, conservando esta categoría durante los quinientos años siguientes. Augsburgo ha sido sede de un obispado durante más de 1.250 años.
El distrito actual fue establecido en 1972, tras la unión de los antiguos distritos de Augsburgo y Schwabmünchen y partes de otros distritos colindantes. 

## Geografía
El distrito está al oeste de la ciudad de Augsburgo. El 90% del área del distrito está dentro del parque natural Augsburgo-Bosques orientales (Naturpark Augsburg-Westliche Wälder), una región montañosa cubierta de bosques. Está salpicado por diversos arroyos que fluyen hacia el este, en dirección al río Lech o hacia el norte, hacia el Danubio. El Lech forma la frontera este del distrito.

## Escudo de armas
El escudo de armas muestra:
- En la parte superior, los colores rojo y blanco de Augsburgo;
- en la parte inferior izquierda, la cruz del escudo de armas del antiguo distrito de Schwabmünchen;
- en la parte inferior derecha, el blasón de la familia Fugger.

## Composición del Distrito
| Ciudades                                                                           | Comunidades con derecho de mercado                                                                            | Municipios |
| ---------------------------------------------------------------------------------- | --- | --- |
| 1. Bobingen 2. Gersthofen 3. Königsbrunn 4. Neusäß 5. Schwabmünchen 6. Stadtbergen | 1. Biberbach 2. Diedorf 3. Dinkelscherben 4. Fischach 5. Meitingen 6. Thierhaupten 7. Welden 8. Zusmarshausen | 1. Adelsried 2. Allmannshofen 3. Altenmünster 4. Aystetten 5. Bonstetten 6. Ehingen 7. Ellgau 8. Emersacker 9. Gablingen 10. Gessertshausen 11. Graben 12. Großaitingen 13. Heretsried 14. Hiltenfingen 15. Horgau 16. Kleinaitingen 17. Klosterlechfeld 18. Kühlenthal 19. Kutzenhausen 20. Langenneufnach 21. Langerringen 22. Langweid am Lech 23. Mickhausen 24. Mittelneufnach 25. Nordendorf 26. Oberottmarshausen 27. Scherstetten 28. Untermeitingen 29. Ustersbach 30. Walkertshofen 31. Wehringen 32. Westendorf |